# Latrunculia novaecaledoniae
Latrunculia novaecaledoniae är en svampdjursart som beskrevs av Samaai, Gibbons och Kelly 2006. Latrunculia novaecaledoniae ingår i släktet Latrunculia och familjen Latrunculiidae.
Artens utbredningsområde är havet kring Nya Kaledonien. Inga underarter finns listade i Catalogue of Life.